# スコール (篠原涼子の曲)
「スコール」は、1992年7月22日にEpic/Sony Records／Cha-DANCEからリリースされた篠原涼子の2枚目のシングル。

## 収録曲
1. スコール
作詞：石嶋由美子、小林徹／作曲・編曲：ゴンザレス三上
2. バード
作詞：小林徹／作曲・編曲：ゴンザレス三上

## 収録アルバム
スコール
- オリジナル・アルバム『RYOKO from Tokyo Performance Doll』（1993年1月15日）
- ベスト・アルバム『Sweets-Best of Ryoko Shinohara-』（1997年11月1日）

| スタブアイコン | サブスタブ | この項目は、まだ閲覧者の調べものの参照としては役立たない、シングルに関連した書きかけの項目です。この項目を加筆・訂正などしてくださる協力者を求めています（P:音楽/PJ:楽曲）。 |